# Establo Kokonoe

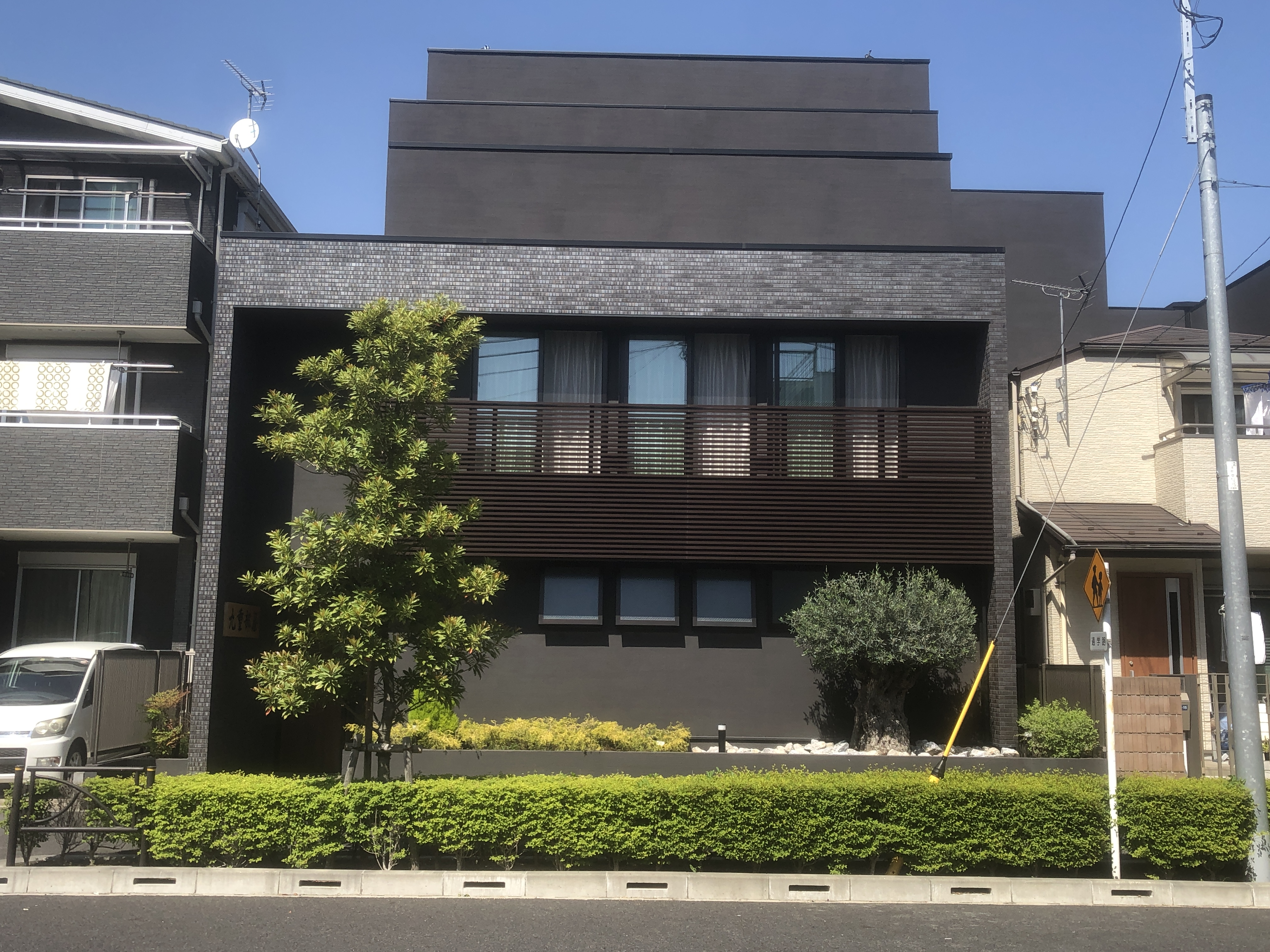
Fachada exterior del Establo Kokonoe

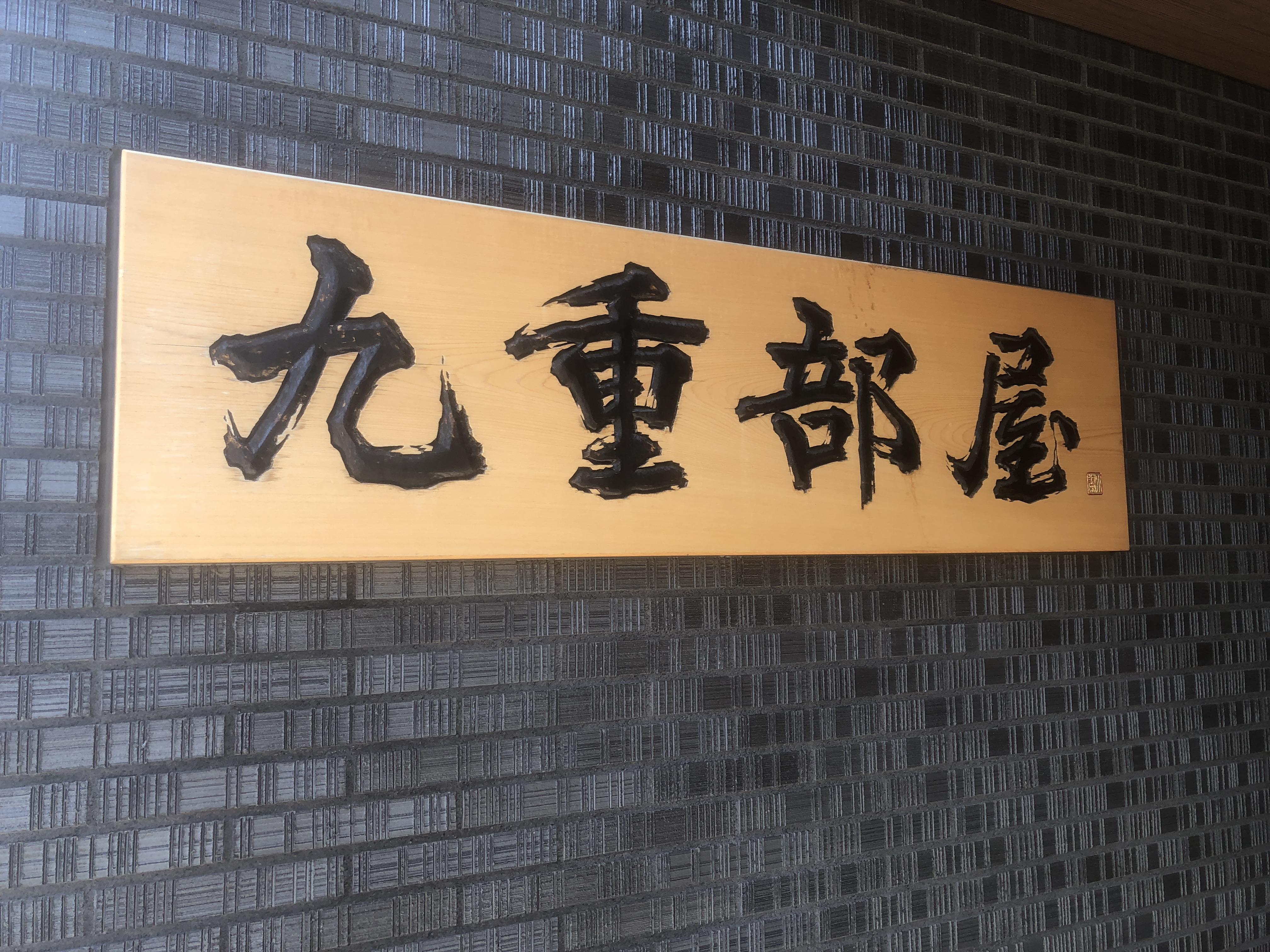
Placa de madera con el nombre del Establo Kokonoe

El Establo Kokonoe (九重部屋, Kokonoe beya) es un establo de entrenamiento de sumo profesional. El recinto forma parte del ichimon Takasago. Fue fundado en 1967, y hasta 2021 estuvo ubicado en la localidad de Ishiwara dentro del barrio especial de Sumida de la ciudad Tokio. Para enero de 2023 poseía un total de 26 luchadores, cuatro de ellos con estatus de sekitori. El establo Kokonoe es uno de los más exitosos en términos de campeonatos ganados (yūshō), con 52 en total.

## Historia
El ex yokozuna Chiyonoyama, el cual perteneció al establo Dewanoumi, había querido heredar el nombre Dewanoumi para convertirse maestro, sin embargo, el maestro Dewanoumi de aquel entonces (ex maegashira Dewanohana) le heredó su nombre al ex yokozuna Sadanoyama. Tras esto, Chiyonoyama tomo la decisión de fundar su propio establo en enero de 1967, llevándose a consigo a varios luchadores, entre ellos al ōzeki Kitanofuji, y además afilió su nuevo establo al ichimon (clan) Takasago.
Tras el fallecimiento de Chiyonoyama en 1977, Kitanofuji, el cual ya había revivido al establo Izutsu, se convirtió en el décimo primer (11°) maestro/anciano Kokonoe, fusionando ambos establos y abandonando el nombre Izutsu en favor del nombre Kokonoe. Este fue maestro de uno de los luchadores más fuertes de la época, Chiyonofuji, logrando llevarlo al rango máximo del sumo, el yokozuna. Kitanofuji también vio el ascenso de Hokutoumi al yokozuna. Takanofuji y Fujinoshin también lograron alcanzar la división makuuchi.
En 1992, tras el retiro de Chiyonofuji como luchador activo, Kitanofuji tomó la decisión de entregarle el control del establo. Chiyonofuji y Kitanofuji intercambiaron nombres de maestro, Chiyonofuji se convirtió en Kokonoe y asumió el control del establo, mientras que Kitanofuji se convirtió en el maestro Jinmaku, afiliado al establo Hakkaku fundado por Hokutoumi en 1993. A principios de los años 90, el establo Kokonoe era uno de los más grandes en el sumo, no obstante, solamente tenía un sekitori, Tomoefuji. Kokonoe eventualmente produjo a Chiyotenzan, logrando brevemente llegar al komusubi en 1999, y al ōzeki Chiyotaikai (1999–2009), su luchador más exitoso. Tras los retiros de Chiyotaikai en enero de 2010 y Chiyohakuhō en abril de 2011, el establo se quedó sin sekitori por un corto tiempo, logrando luego llevar a Chiyonokuni a la división jūryō en julio de 2011 y al makuuchi en enero de 2012. A este le siguió Chiyotairyū, el cual alcanzó la división makuuchi en mayo de 2012. Para marzo de 2014, el establo Kokonoe era uno de los más exitosos en el sumo profesional, habiendo clasificado a tres luchadores (Chiyotairyū, Chiyoōtori y Chiyomaru) en la primera división, y a dos (Chiyonokuni y Chiyono-ō) en la segunda división. En enero de 2016, el establo logró tener seis sekitori tras la promoción de  Chiyoshōma, mayor que cualquier otro establo. Para septiembre de 2020, el establo aun poseía seis sekitori, balanceándose con el establo Kise, y manteniéndose uno por delante con respecto al establo Oitekaze.
Chiyonofuji falleció en julio de 2016. El maestro Sanoyama (ex ōzeki Chiyotaikai) asumió el control del establo Kokonoe.
En febrero de 2012, el establo Kokonoe fue mudado a unas nuevas instalaciones ubicadas en la localidad de Okudo dentro del barrio especial de Katsushika. Las anteriores instalaciones fueron reacondicionadas como un restaurante llamado Chanko Chiyonofuji, en honor al fallecido ex yokozuna. El restaurante abrió sus puertas en febrero de 2023 y cuenta con área de comedor con vistas al dohyō de entrenamiento utilizado previamente por el establo. Varios trofeos y premios obtenidos por Chiyonofuji se encuentran en exhibición para el público.
El 7 de febrero de 2023, el establo Kokonoe, junto al establo Ōshima y el establo Futagoyama, firmó un acuerdo de cooperación con el barrio especial de Katsushika en la ciudad de Tokio. El acuerdo fue presentado con el objetivo de cooperar en una gran variedad de áreas, incluyendo el turismo, cultura, deporte, educación, y para contribuir en la revitalización de las comunidades locales.
En octubre de 2023, se descubrió que un luchador menor de edad de la división makushita perteneciente al establo, estuvo bebiendo alcohol durante la gira regional de otoño. El luchador en cuestión habría llegado al evento en Ōbu, prefectura de Aichi la mañana del 15 de octubre y fue luego transportado al hospital debido a una intoxicación por alcohol. El maestro Kokonoe y los demás luchadores involucrados fueron expulsados de la gira y regresaron a su establo en Tokio. El 24 de octubre se anunció que Kokonoe había sido suspendido por un tiempo indefinido, al igual que al luchador menor de edad. Un segundo luchador fue suspendido al día siguiente. El 26 de octubre, Nikkan Sports reportó, según una fuente, que Kokonoe reprendió al luchador tanto en el hospital como en una reunión de la Asociación Japonesa de Sumo. La fuente añadió que Kokonoe castigó al luchador durante los entrenamientos y le prohibió salir del establo durante todo un año. Unos días después de que la suspensiones fuesen anunciadas, se reportó que el luchador había huido de la instalaciones del establo Kokonoe para regresar con sus padres, cortándose su coleta (chonmage) en una barbería.

## Nombres de ring
Tradicionalmente, varios luchadores de este establo han adoptado nombres de ring o shikona con el prefijo "Chiyo" (千代), significando "mil generaciones", y extraído de los primeros caracteres del nombre del maestro Chiyonoyama y su posterior sucesor Chiyonofuji. Para marzo de 2018, todos los luchadores del establo, incluyendo a los de bajo rango, tenían este prefijo en sus nombres de ring.

## Dueños
- 2016–presente: El décimo cuarto (14°) Kokonoe (iin, ex ōzeki Chiyotaikai Ryūji)
- 1992–2016: El décimo tercer (13°) Kokonoe (el quincuagésimo octavo (58°) yokozuna Chiyonofuji Mitsugu)
- 1977–1992: El décimo segundo (12°) Kokonoe (el quincuagésimo segundo (52°) yokozuna Kitanofuji Katsuaki)
- 1967–1977: El décimo primer (11°) Kokonoe (el cuadragésimo primer (41°) yokozuna Chiyonoyama Masanobu)

## Luchadores activos destacados
- Chiyoshōma (mejor rango: maegashira)
- Chiyomaru (mejor rango: maegashira)
- Chiyono-ō[ja] (mejor rango: maegashira)
- Chiyonoumi (mejor rango: jūryō)
- Chiyosakae[ja] (mejor rango: jūryō)

## Entrenadores
- Tanigawa Hideki (shunin, ex sekiwake Hokutōriki)
- Nishikijima Yūki (toshiyori, ex komusubi Chiyoōtori)
- Sanoyama Toshiki (toshiyori, ex maegashira Chiyonokuni)

## Exluchadores destacados
- Kitanofuji (el quincuagésimo segundo (52°) yokozuna)
- Chiyonofuji (el quincuagésimo octavo (58°) yokozuna)
- Hokutoumi (el sexagésimo primer (61°) yokozuna)
- Chiyotaikai (ex ozeki)
- Kitaseumi (ex sekiwake)
- Chiyotairyū (ex komusubi)
- Chiyotenzan (ex komusubi)
- Takanofuji (ex komusubi)
- Tomoefuji (ex komusubi)

## Gyōji
- El trigésimo noveno (39°) Kimura Shōnosuke (tate-gyōji, de nombre real: Yūji Horasawa)
- Kimura Kōnosuke (san'yaku gyōji, de nombre real: Toshiaki Kojima)
- Kimura Ryunosuke (jonidan gyōji, de nombre real: Haruto Kajita)

## Yobidashi
- Shigeo (san'yaku yobidashi, de nombre real: Takumi Taniguchi)
- Shigetarō (jūryō yobidashi, de nombre real: Katsunori Hattori)
- Shigejiro (sandanme yobidashi, de nombre real: Keisuke Miyagi)

## Tokoyama
- Tokotake (tokoyama de primera clase)
- Tokokyū (tokoyama de segunda clase)

## Ubicación y acceso
1-21-14 Okudo, barrio especial de Katsushika, Tokio. A 20 minutos caminando desde la Estación Shin-Koiwa (Línea Chūō-Sōbu y Línea Sōbu Rápida)